# Берберидопсисоцветные
Берберидопсисоцветные (лат. Berberidopsidales) — по современной классификации APG IV небольшой порядок цветковых растений, насчитывающий 2 семейства, 3 рода и 4 ботанических вида. Порядок включается в дочернюю кладу Суперастериды, последовательно входящую в более крупные клады Эвдикоты и Цветковые растения.

## Ботаническое описание
Виды порядка Берберидопсисоцветные — вечнозелёные деревья или кустарники. Листья у растений простые. Прилистники отсутствуют.

## Распространение
Виды порядка Берберидопсисоцветные встречаются в Чили и в восточной Австралии.

## Классификация
В современной системе APG IV (2016) в порядок включено 2 семейства:
- Aextoxicaceae Engl. & Gilg. — Экстоксиковые, монотипное с 1 родом Экстоксикон и 1 видом
- Berberidopsidaceae Takht. — Берберидопсисовые - 2 рода, 3 вида

### Таксономическое положение[1]
- Berberidopsidales Doweld, 2001, Tent. Syst. Pl. Vasc. 28

Порядок Берберидопсисоцветные включается в дочернюю кладу Суперастериды, последовательно входящую в более крупные клады Эвдикоты -> Цветковые растения. Кладограмма в соответствии с Системой APG IV:
|  |                          |  |                                   | порядок Берберидопсисоцветные |  | 2 семейства |  | 3 рода |  | 4 вида |
|  |                          |  |                                   | порядок Берберидопсисоцветные |  | 2 семейства |  | 3 рода |  | 4 вида |
|  | клада Цветковые растения |  |                                   |                               |  |             |  |        |  |        |
|  |                          |  |                                   |                               |  |             |  |        |  |        |
|  |                          |  | ещё 63 порядка цветковых растений |                               |  |             |  |        |  |        |
|  |                          |  |                                   |                               |  |             |  |        |  |        |